# يوم الوحدة الوطنية

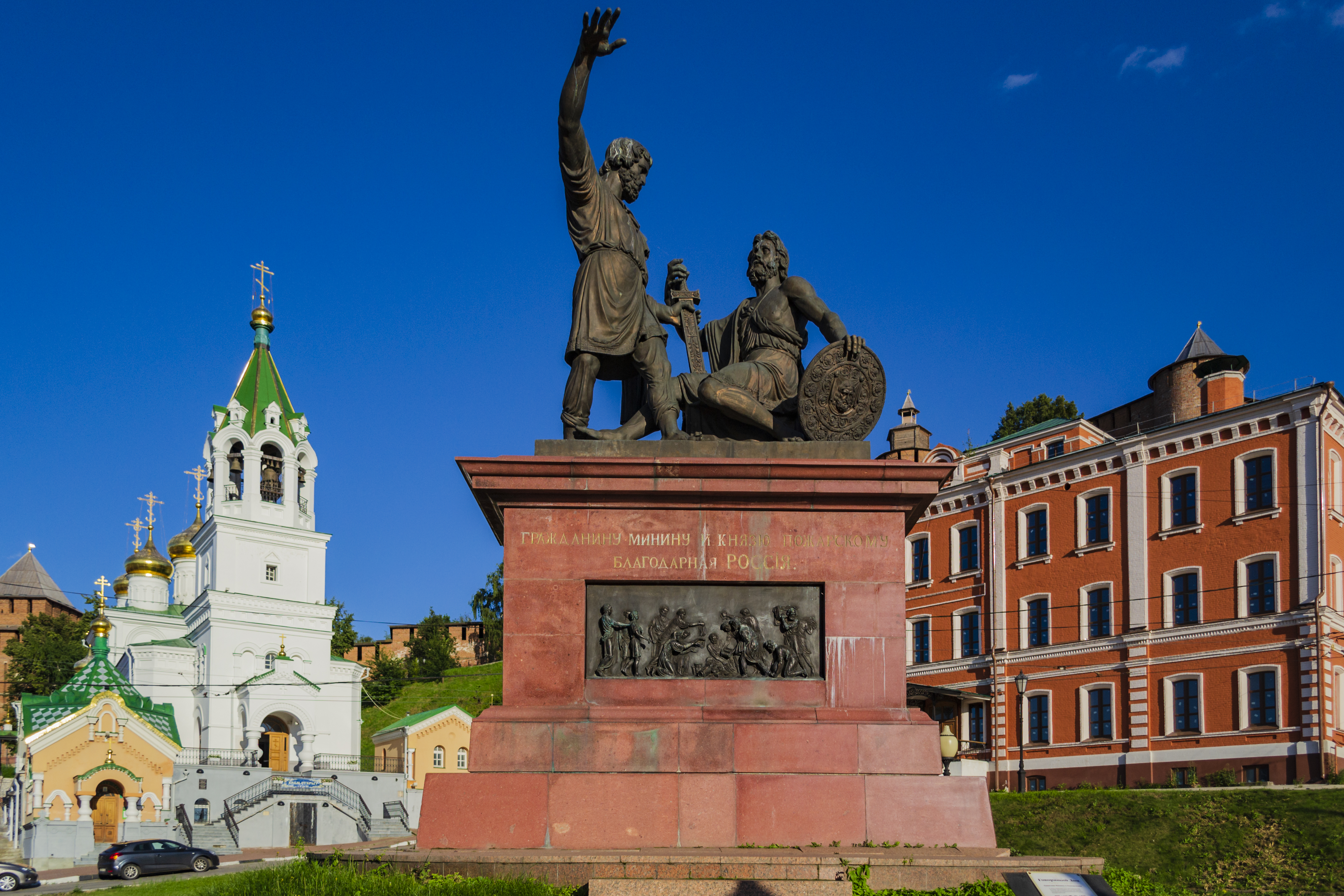
نصب تذكاري لمينين وبوزارسكي في الميدان الأحمر.

يوم الوحدة الوطنية (بالروسية: День народного единства) هو عيد وطني في روسيا، يُحتفل به في 4 نوفمبر تكريمًا لذكرى الانتفاضة الشعبية التي طُرد على إثرها الغزاة البولنديون من موسكو في نوفمبر 1612، وبعموم أكثر، مثلت هذه الانتفاضة نهاية زمن المحن وكانت نقطة تحول في الحرب البولندية الروسية (1605-1618).
في 1613 وضع القيصر ميخائيل رومانوف عيدًا باسم يوم تحرير موسكو من الغزاة البولنديين. وجرى الاحتفال به في الإمبراطورية الروسية حتى 1917، حيث حل محله عيد تكريم الثورة الروسية. أعيد عيد الوحدة الوطنية في الاتحاد الروسي في 2005، حيث يجري الاحتفال بأحداث عام 1612 بدلًا من أحداث 1917 في 4 نوفمبر من كل عام. وهذا اليوم هو أيضًا يوم الصوم لأيقونة الكنيسة الروسية الأرثوذكسية سيدتنا من قازان.